# Radětice (Příbrami járás)
Radětice település Csehországban, a Příbrami járásban. Radětice Milín és Pečice településekkel határos. Lakosainak száma 185 fő (2024. január 1.).

## Népesség
A település lakosságának változását az alábbi diagram mutatja:
| Lakosok száma | 404  | 447  | 337  | 208  | 151  | 132  | 186  | 189  | 190  | 185  |
|               | 1869 | 1890 | 1921 | 1950 | 1980 | 2001 | 2017 | 2019 | 2022 | 2024 |